# Patricia Reyes Spíndola
Patricia Reyes Spíndola   (Oaxaca de Juárez, 11 de juliol de 1953) Patricia Verónica Núñez Reyes Spíndola és una actriu, directora i productora mexicana en cinema, teatre i televisió.

## Biografia
Va estudiar actuació en diversos tallers de Mèxic i Londres. Va debutar al cinema el 1972, amb El señor de Osanto, i dos anys després va començar la seva carrera teatral al Teatro Fru Fru.
Ha treballat com a actriu amb directors com Nancy Cárdenas i Arturo Ripstein. També ha participat en famoses telenovel·las mexicanes com El extraño retorno de Diana Salazar al costat de Lucía Méndez amb qui va tornar a treballar a Mujeres asesinas a l'episodi "Cándida, esperanzada". Entre els guardons que ha aconseguit, destaquen el premi Ariel a la millor actriu per Los motivos de Luz i La reina de la noche.
El 2010 participa de nou a Mujeres asesinas en la seva tercera temporada al capítol "Las Cotuchas, empresarias".

## Trajectòria

### Televisió
- Bianca Vidal (1982-1983) - Cirila
- El maleficio (1983-1984) - Teodora
- La traición (1984-1985) - Lidia
- Esperándote (1985-1986) - Refugio
- La hora marcada (1986)
- El extraño retorno de Diana Salazar (1988) - Jordana Núñez
- Teresa (1989) - Josefina Martínez
- En carne propia (1990-1991) - Tota de Ortega
- Triángulo (1992) - Virginia Verti de Granados
- El vuelo del águila (1994-1995) - Petrona Mori
- Mujer, casos de la vida real (1994-2004) - Diversos personatges
- La antorcha encendida (1996) - Doña Juana de Foncerrada
- Azul (1996) - Martha
- Pueblo chico, infierno grande (1997) - Martina "La Perra"
- María Isabel (1997-1998) - Manuela
- El niño que vino del mar (1999) - Alberta Gómez
- La intrusa (2001) - Renata de Velarde
- Salomé (2001-2002) - Manola
- De pocas, pocas pulgas (2003) - Griselda
- Mariana de la noche (2003-2004) - María Dolores "María Lola"
- Inocente de ti (2004-2005) - Abuela Cleotilde
- La madrastra (2005) - Venturina García "la Muda"
- La fea más bella (2006-2007) - Doña Tomasa Gutiérrez de Mora
- La familia P. Luche (2007) - Madre de Excelsa
- 13 miedos (2007)
- S.O.S.: Sexo y otros Secretos (2007)
- Fuego en la sangre (2008) - Doña Quintina
- Mujeres asesinas (2008-2010):
  - "Cándida, esperanzada" (2008) - Carmen
  - "Tita Garza, estafadora" (2009) - Ernestina "Tita" Garza
  - "Las Cotuchas, empresarias" (2010) - Sagrario Quezada
- Zacatillo, un lugar en tu corazón (2010) - Doña Fredesvinda Carretas
- Los héroes del norte (2010-2013) - Olegaria de la Rosa
- Una familia con suerte (2011) - Lic. Carlota "(Directora del Penal)"
- Rafaela (2011) - Caridad Martínez
- El color de la pasión (2014) - Trinidad Barrera de Treviño
- Estrella2 (2015) - Invitada
- Fear the Walking Dead (2015-2016) - Griselda Salazar[1]
- Un camino hacia el destino (2016) - Blanca Martínez
- Atrapada (2018) - Marcela
- El Bar (2019) - Lucrecia "Lucre" Palomares
- La reina del sur (2019) - Carmen Martínez
- La doña (2020) - Florencia Molina
- Imperio de mentiras (2020) - Sara Rodríguez de Velasco[2][3]

### Cinema
- Llanto, risas y nocaut (1974)
- El señor de Osanto (1974) .... Rosa
- La otra virginidad (1974)
- La casa del sur (1975).... María
- The Return of a Man Called Horse (1976).... Gray Thorn
- Actas de Marusia (1976).... Rosa
- Las cenizas del diputado (1976).... Ana María Godínez
- Las Poquianchis (1976).... Graciela
- Caminando pasos... caminando (1976)
- El elegido (1977).... Virgen María
- Los iracundos (1977)
- The Children of Sanchez (1978)
- Pedro Páramo (1978).... Eduviges Diada
- México Norte (1979)
- Ora sí ¡tenemos que ganar! (1981)
- Retrato de una mujer casada (1982 de Alberto Bojórquez) … Luisa
- Los motivos de Luz (1985).... Luz
- El rey de la vecindad (1985).... Esposa de Marcos
- La rebelión de los colgados (1986)
- Va de nuez (1986)
- Los confines (1987).... Mujer
- Nocturno amor que te vas (1987)
- Asesinato en la plaza Garibaldi (1987)
- El gran relajo mexicano (1988)
- El otro crimen (1988)
- Goitia, un dios para sí mismo (1988)
- La envidia (1988)
- La isla de las garzas (1989)
- Espejismos y ceremonias (1990)
- La mujer del puerto (1991).... Tomasa
- Nocturno a Rosario (1992).... Soledad
- Lucky Break (1992)
- ¡Aquí espaantan! (1993).... Remedios
- La reina de la noche (1994).... Lucha Reyes
- Mujeres insumisas (1995).... Ema
- Profundo carmesí (1996).... Sra. Ruelas
- Fuera de la ley (1998)
- El evangelio de las maravillas (1998).... Micaela
- Noche de paz (1998)
- Del otro lado (1999)
- El coronel no tiene quien le escriba (1999).... Jacinta
- La perdición de los hombres (2000)
- Así es la vida (2000).... Adela, madrina
- Antes que anochezca (2000).... María Teresa Freye de Andrade
- El sueño del caimán (2000).... Madre Caimán
- Solamente una vez (2002)
- La virgen de la lujuria (2002).... Raquel
- Frida (2002) .... Matilde Kahlo
- eXXXorcismos (2002)
- El edén (2004).... Victoria
- Malos hábitos (2005).... Madre Superiora
- Between (2005).... Mrs. González
- El carnaval de Sodoma (2006)
- Amor letra por letra (2008)....Jueza
- Un mexicano más (2010)....Viuda
- Bondi Band (2015)....Miss C. Lebrity
- La calle de la amargura (2015)
- El diablo entre las piernas (2019)....Isabel[4]

### Altres
- Operación triunfo (Mèxic) (2002) .... Directora de l’Institut d’Alt Rendiment

### Direcció d’Escena
- Siempre te amaré (2000)
- La intrusa (2001) Locació
- Salomé (2001-2002) Primera part
- La mujer del vendaval (2012-2013) Primera part

## Premis i nominacions
Premi Ariel
| Any  | Categoria                  | Pel·lícula           | Resultat   |
| ---- | -------------------------- | -------------------- | ---------- |
| 1976 | Millor coactuació femenina | Actas de Marusia     | Guanyadora |
| 1979 | Millor actriu              | México Norte         | Nominada   |
| 1986 | Millor actriu              | Los motivos de Luz   | Guanyadora |
| 1988 | Millor coactuació femenina | Los confines         | Nominada   |
| 1990 | Millor actriu de quadre    | El otro crimen       | Guanyadora |
| 1996 | Millor actriu              | La reina de la noche | Guanyadora |
| 1996 | Millor actriu              | Mujeres insumisas    | Nominada   |

Premis TvyNovelas
| Any  | Categoria               | Telenovel·la             | Resultat   |
| ---- | ----------------------- | ------------------------ | ---------- |
| 1990 | Millor primera actriu   | Teresa                   | Guanyadora |
| 1995 | Millor actriu de suport | El vuelo del águila      | Guanyadora |
| 1998 | Millor primera actriu   | María Isabel             | Nominada   |
| 2002 | Millor primera actriu   | Salomé                   | Nominada   |
| 2004 | Millor primera actriu   | Mariana de la nochet     | Nominada   |
| 2009 | Millor actriu coestelar | Fuego en la sangre       | Guanyadora |
| 2012 | Millor primera actriu   | Rafaela                  | Nominada   |
| 2015 | Millor primera actriu   | El color de la pasión    | Nominada   |
| 2017 | Millor primera actriu   | Un camí hacia el destino | Nominada   |

Premis ACE
| Any  | Categoria                  | Telenovel·la                        | Resultat   |
| ---- | -------------------------- | ----------------------------------- | ---------- |
| 1989 | Millor Coactuació Femenina | El extraño retorno de Diana Salazar | Guanyadora |
| 1994 | Millor Actriu              | El vuelo del águila                 | Guanyadora |

Premis Palmas de Oro 2004
| Categoria             | Telenovel·la        | Resultat   |
| --------------------- | ------------------- | ---------- |
| Millor primera actriu | Mariana de la Noche | Guanyadora |

Premis Bravo
| Any  | Categoria       | Telenovel·la o Sèrie        | Resultat   |
| ---- | --------------- | --------------------------- | ---------- |
| 1992 | Millor actriu   | Mujer casos de la vida real | Guanyadora |
| 1994 | Millor Actuació | El vuelo del águila         | Guanyadora |
| 2004 | Millor actriu   | Mariana de la Noche         | Guanyadora |

- Premi a la dona 2011[6]

Micrófono de Oro
| Any  | Categoria              | Resultat   |
| ---- | ---------------------- | ---------- |
| 2015 | Excel·lència Artística | Guanyadora |

TV Adicto Golden Awards
| Any  | Categoria             | Telenovel·la        | Resultat   |
| ---- | --------------------- | ------------------- | ---------- |
| 2020 | Millor primera actriu | Imperio de mentiras | Guanyadora |